# Man Ray
Man Ray, pravog imena Emmanuel Rudnitzky (Philadelphia, 27. kolovoza 1890. – Pariz 1976.), bio je američki slikar, fotograf i kipar; aktivan u Dada pokretu i Nadrealizmu.

## Životopis
Bio je dio avangardnog pokreta u New Yorku, posebice umjetnika okupljenih oko Galerije Stieglitz. Godine 1915., nakon susreta s Duchampom i Picabijom, postaje sudionik dadaističkih performansa. Sudjelovao je između 1916. i 1922. u brojnim demonstracijama i izložbama u New Yorku, i istovremeno sudjelovao u radu časopisa 391 i New York Dada.
Prativši Duchampa, 1921. g. stiže u Pariz gdje se pridružuje grupi umjetnikao okupljenih oko Tristana Tzara, Andréa Bretona i Picabije.
Eksperimentirao je s fotografijom i filmom, stvarao kolaže i ready-made skulpture.
Godine 1925. aktivno se pridružuje nadrealističkom pokretu, postaje njihov službeni fotograf i ponovno se bavi slikarstvom. 
Nadrealistički pisci i umjetnici su imali veliku sklonost fotografiji jer ništa nije moglo biti sličnije njihovoj težnji za „automatskim pisanjem“ od automatskog procesa fotografije.
Man Ray je bio fotografski mađioničar. Iako je zarađivao za život i fotografirajući portrete iz svijeta mode i visokog društva, nitko prije njega nije proširio medij fotografije kao on. U suradnji s Lee Millerom razvio je postupak solarizacije i najviše ga koristio u portretima i aktovima. Svojim „rayografijama“ dao je jak poticaj snimanju fotografia bez fotografskog aparata.
Njegovo prijateljstvo sa suvremenim avangardnim umjetnicima potpomoglo je priznanju fotografije unutar umjetničkog konteksta – kao ravnopravne slikarstvu i kiparstvu.
Kao jedan od najproduktivnijih i najmaštovitijih osoba između dadaizma i nadrealizma, Man Ray se nikada nije znao odlučiti kojem od njegovih brojnih talenata se treba posvetiti. Bavio se istovremeno kiparstvom, slikarstvom, fotografijom, filmom, književnošću, pa čak i arhitekturom.
Njegova sklonost pragmatizmu može se vidjeti na fotografiji Kiki, Ingresova violina iz 1924.,želatinski srebrotisak, 38,6 x 30 cm, Muzej Ludwig u Kölnu.
Imao je 1927. g. izložbu fotografija u New Yorku, a od 1926. do 1928. više filmskih projekata. Tijekom 1930tih održavao je tijesne kontakte s brojnim umjetnicima i piscima, a 1940tih radio je u Hollywoodu, gdje je predavao slikarstvo i fotografiju.
Godine 1951. vratio se u Pariz gdje je ostao do svoje smrti i usredotočio se na slikarstvo i crtanje.

## Vanjske poveznice
- Kratka biografija Man Raya iz biografskog centra Gale Group.
- Zaklada Man Ray.
- Službena arhiva Man Raya
- Web izložba u Getty muzeju u Los Angelesu.
- Kolekcija kratkih filmova Man Raya.
- Man Ray - Galerija.  Arhivirana inačica izvorne stranice od 16. kolovoza 2007. (Wayback Machine)
- Video hommage Man Rayu.